# Telenești
Telenești (ryska: Теленешты) är en distriktshuvudort i Moldavien. Den ligger i distriktet Telenești, i den centrala delen av landet, söder om floden Ciulucul Mic. Telenești ligger 69 meter över havet och antalet invånare är 6 633.
Terrängen runt Telenești är kuperad åt sydväst, men åt nordost är den platt. Telenești ligger nere i en dal. Omgivningarna runt Telenești är en mosaik av jordbruksmark och naturlig växtlighet.